# Organ Peak
Organ Peak är en bergstopp i Antarktis. Den ligger i Västantarktis. Argentina, Chile och Storbritannien gör anspråk på området. Toppen på Organ Peak är 18 meter över havet.
Terrängen runt Organ Peak är platt österut, men söderut är den kuperad. Havet är nära Organ Peak norrut. Trakten är glest befolkad. Närmaste befolkade plats är Detaille Island (Base W) /Brit./, 12,7 km nordost om Organ Peak.